# منتوحرخبشف (ابن رمسيس التاسع)
منتوحرخبشف أمير مصري من الأسرة المصرية العشرين، وهو ابن الملك رمسيس التاسع.
يظهر اسمه أيضًا بصيغة رعمسسو منتوحرخبشف. من المحتمل أنه كان شقيق الملك رمسيس العاشر والأمير نب ماعت رع. دُفن في قبره رقم 19 في وادي الملوك، والذي من المحتمل أن يكون قد أُعد في الأصل للملك رمسيس الثامن. كانت ألقابه: بكر أبناء الملك من صلبه؛ أكبر أبناء الملك من صلبه؛ قائد الجيش؛ والمسؤول التنفيذي على رئيس الأرضين.